# Flöjtkråka
Flöjtkråka, tidigare kallad australskata, (Gymnorhina tibicen) är en fågel i familjen svalstarar inom ordningen tättingar.

## Utseende och läte
Flöjtkråkan är en medelstor tätting som mäter 37 till 43 cm. Den har en distinkt svartvit fjäderdräkt, med guldbrunt öga, långa ben och en kraftfull blåvit och svart näbb. Könen är lika men kan särskiljas på mönstret på ryggen. De olika underarterna särskiljs bland annat genom olika mängd svart och vitt i fjäderdräkten där de båda underarterna Gymnorhina tibicen telonocua och Gymnorhina tibicen tyrannica har mest vitt på ryggen, medan tibicen-gruppen är mörkast. Den kategoriseras som en av Australiens skickligaste sångfåglar och har en mycket varierad sångrepertoar.

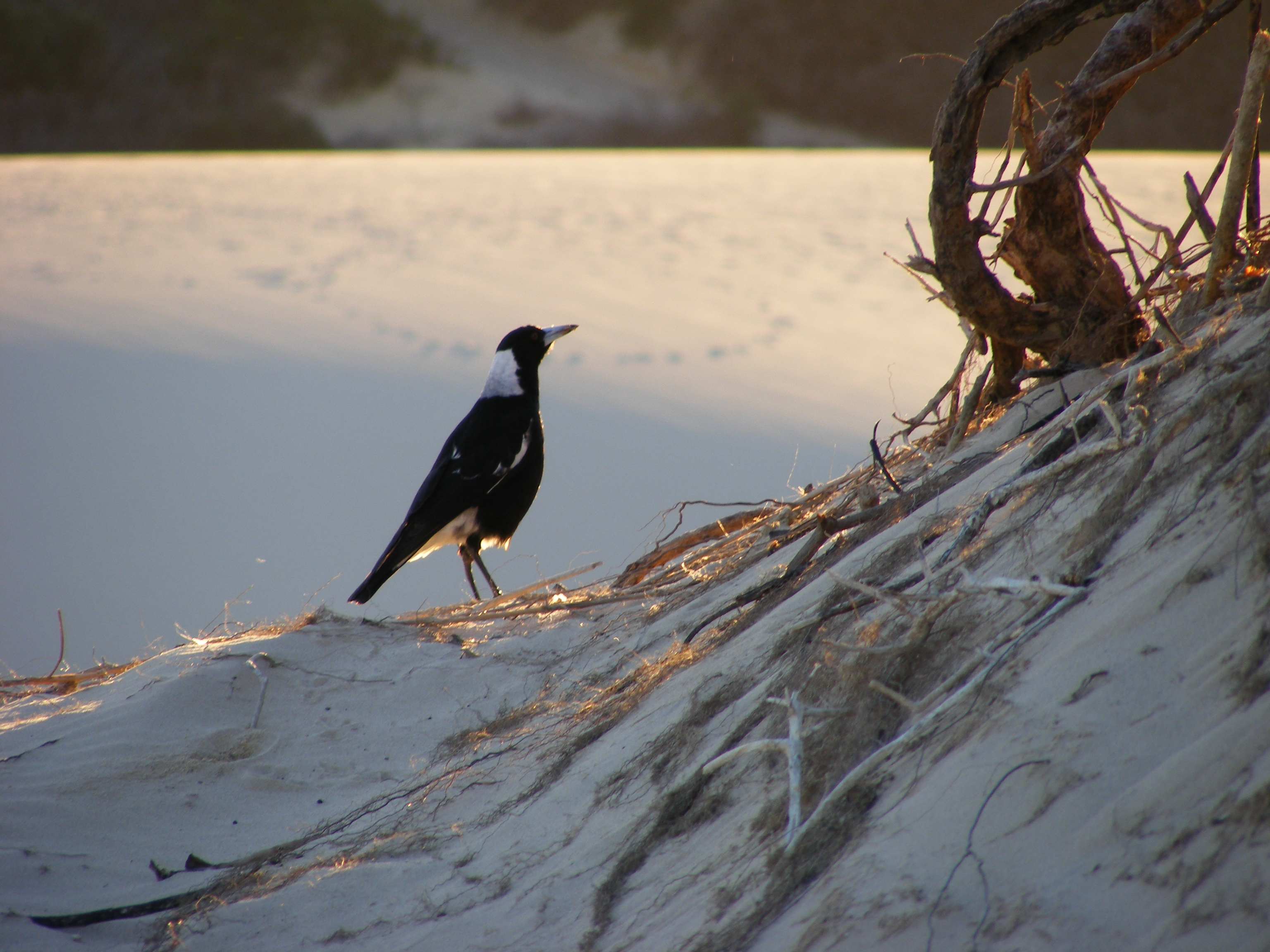
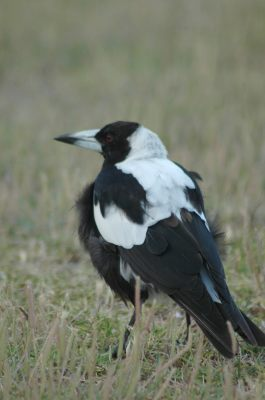
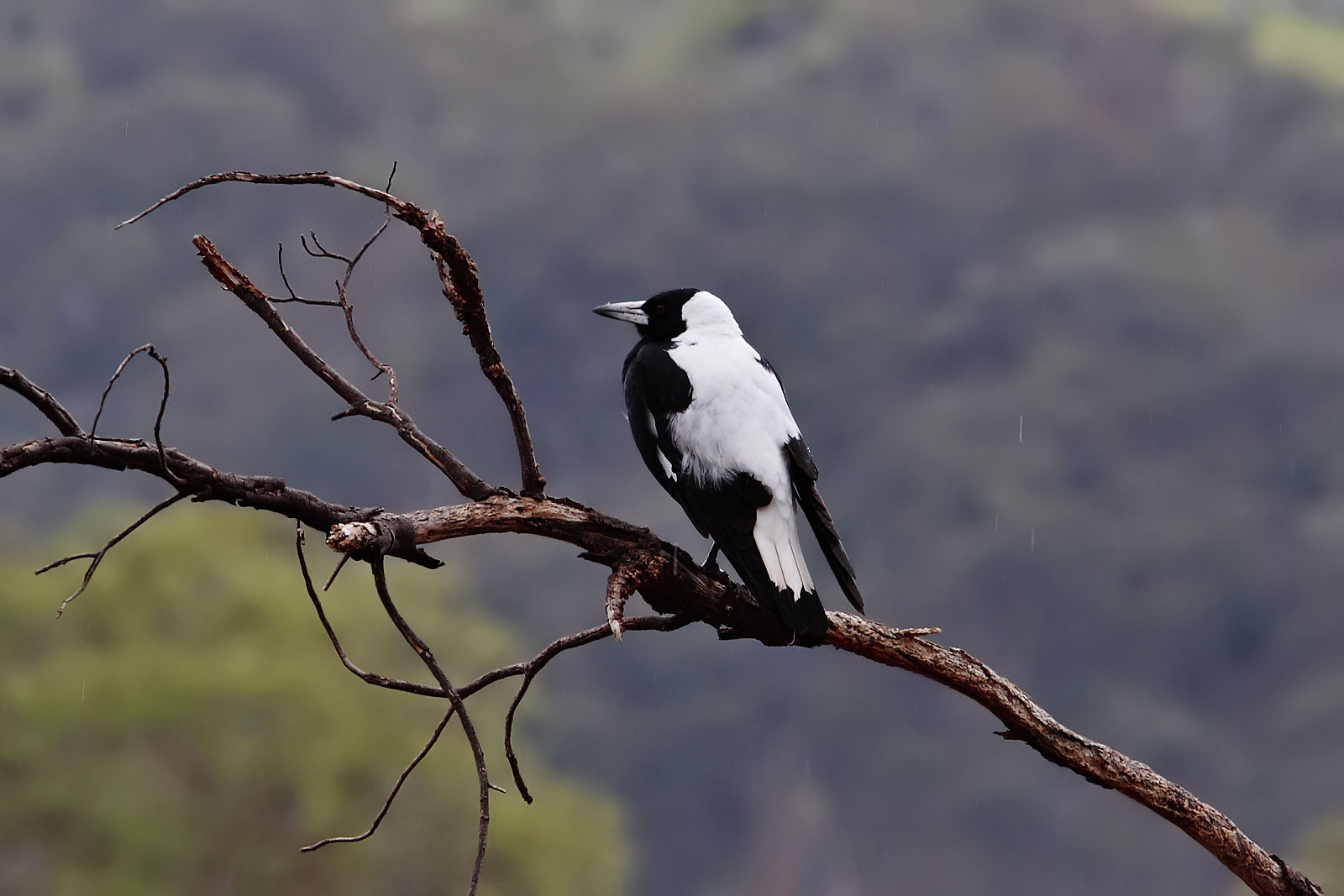
"Vitryggig flöjtkråka"
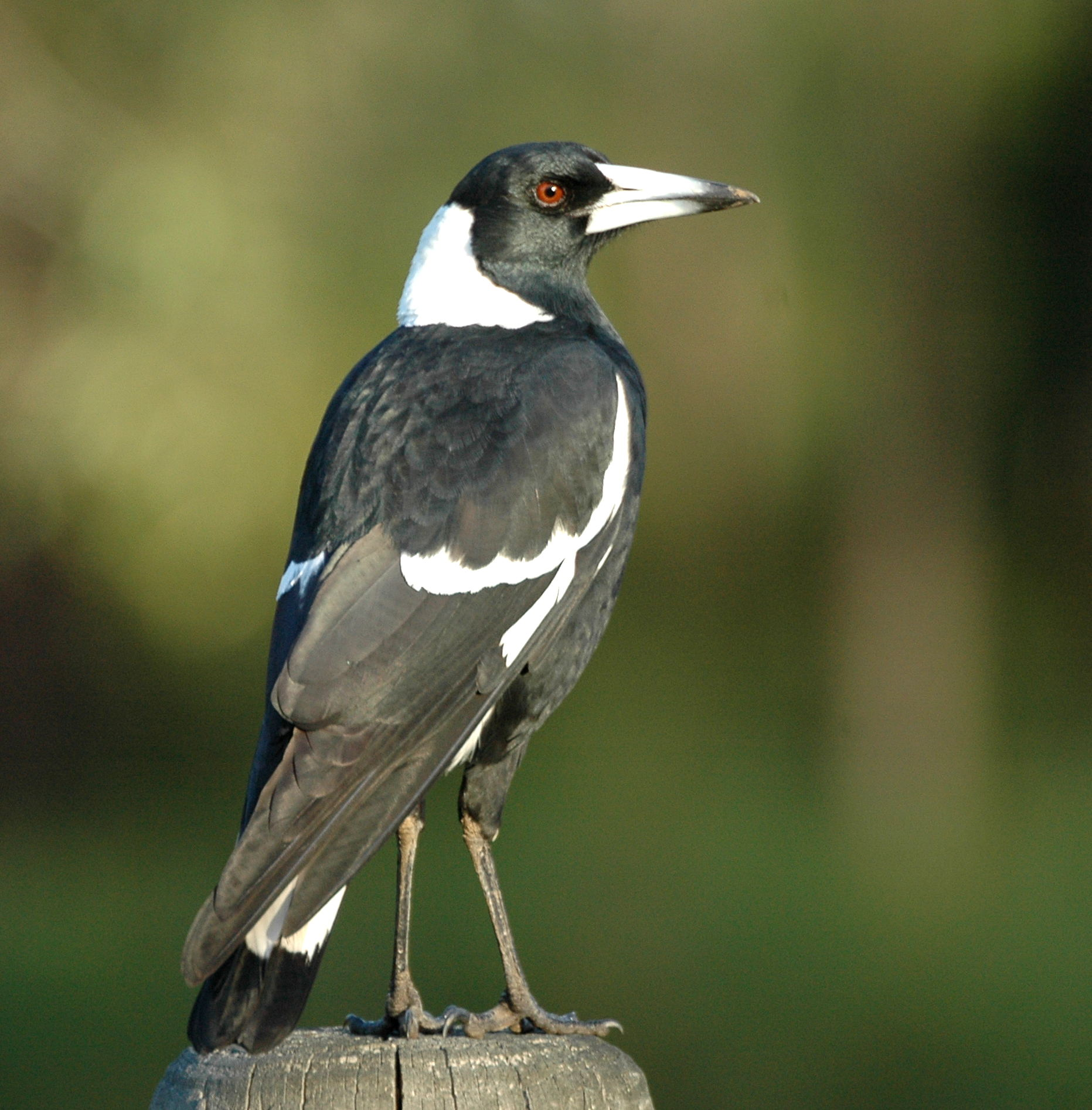
"Svartryggig flöjtkråka" av underarten terraereginae
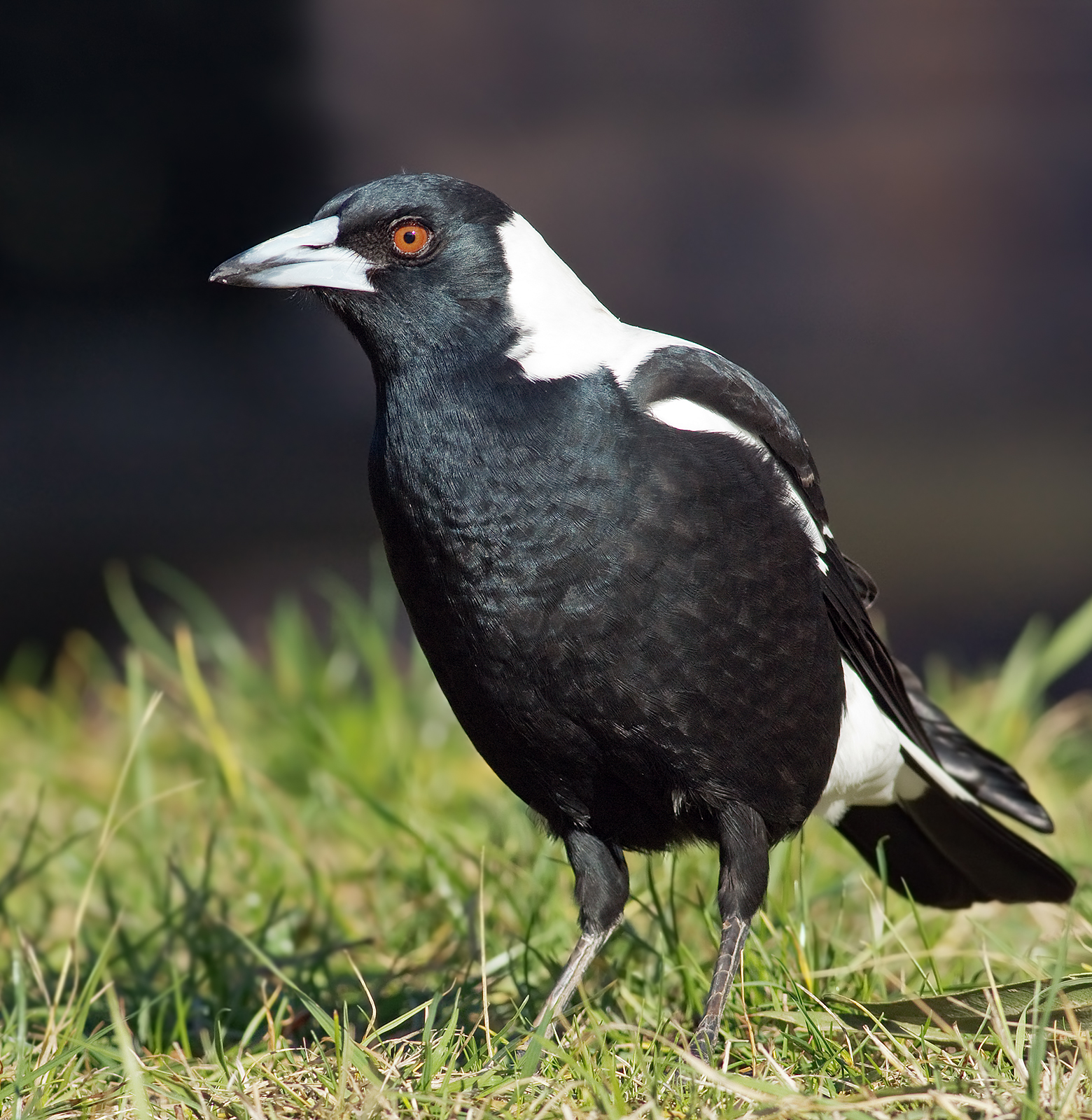
Underarten hypoleuca på Tasmanien

## Utbredning och systematik
Flöjtkråkan placeras som enda art i släktet Gymnorhina. Den förekommer ursprungligen i Australien och på södra Nya Guinea, men har även introducerats till Nya Zeeland. Fågeln delas in i nio underarter:
- Gymnorhina tibicen papuana ("papuaflöjtkråka") – förekommer på sydöstra Nya Guinea (låglandet Trans-Fly)
- tibicen-gruppen ("svartryggig flöjtkråka")
  - Gymnorhina tibicen longirostris – förekommer i centrala Western Australia (från regionen Pilbara och norrut till King Sound)
  - Gymnorhina tibicen eylandtensis – förekommer från inre delarna av Kimberley och Arnhem Land till nordvästra Queensland
  - Gymnorhina tibicen tibicen – förekommer i sydöstra Australien (från sydöstra Queensland till Bega, New South Wales)
  - Gymnorhina tibicen terraereginae – förekommer från södra Kap Yorkhalvön till norra Victoria och östra South Australia
- Gymnorhina tibicen dorsalis – förekommer i sydvästra Western Australia
- telonocua/tyrannica-gruppen ("vitryggad flöjtkråka")
  - Gymnorhina tibicen telonocua – förekommer från Södra South Australia till södra Eyrehalvön och Kap Yorkhalvön
  - Gymnorhina tibicen tyrannica – förekommer i södra Victoria och angränsande sydöstra South Australia
- Gymnorhina tibicen hypoleuca ("tasmanflöjtkråka") – förekommer på östra Tasmanien, och på öarna King Island och Flinders i Bass sund

Flöjtkråkans utbredning med underarterna utmarkerade.

Underarten terraereginae inkluderas ofta i nominatformen.. Av vissa auktoriteter har den tidvis behandlats som tre arter men hybridiseringszoner stärker hypotesen att det rör sig om en art med ett flertal underarter.

### Familjetillhörighet
Flöjtkråkan, törnkråkorna i Cracticus och Melloria, kurrawongerna i Strepera samt de två arterna i Peltops placerades tidigare i den egna familjen Cracticidae. Dessa är dock nära släkt med svalstararna i Artamidae och förs allt oftare dit.

## Ekologi
Flöjtkråkan befinner sig ofta på marken och går, snarare än hoppar fram. Den är en allätare men merparten av dess föda utgörs av ryggradslösa djur. Den är generellt en stannfågel och revirhävdande. Den har anpassat sig väl till människan och är vanlig i parker och jordbruksbygd.

## Status och hot
Den är vanlig och har ett stort utbredningsområde. IUCN kategoriserar arten som livskraftig.